# El cometa de Bart
El cometa de Bart, llamado Bart's Comet en la versión original, es un capítulo perteneciente a la sexta temporada de la serie animada Los Simpson, emitido originalmente el 5 de febrero de 1995. El episodio fue escrito por John Swartzwelder y dirigido por Bob Anderson. En este episodio Bart descubre un cometa que impactará en Springfield.

## Sinopsis
En una feria de ciencias escolar, Skinner lanza un globo meteorológico relleno con helio. Antes del lanzamiento, Bart sabotea el globo para convertirlo en una imagen del director agachado con los pantalones bajados y el cartel: "Hi! I'm big butt Skinner" ("¡Hola! Soy el pompotas Skinner"). El director, para castigar a Bart, decide hacer que vaya todos los días a las 4.30 a. m. a la escuela para ayudarlo en sus labores de astronomía.
El primer día del castigo, Skinner divisa algo que resulta ser el globo de helio saboteado por Bart. Cuando el director intenta atraparlo, el niño gira el telescopio hacia otra dirección y accidentalmente divisa un cometa, que viene a toda velocidad hacia la Tierra. El niño llama al observatorio, donde le informan que acaba de descubrir un cometa, bautizado como Cometa Bart Simpson, para disgusto de Skinner.
Bart se hace famoso por haber descubierto el cometa. Los nerds de la escuela, Lisa incluida, aceptan a Bart en su grupo de amigos. Los niños notan que el cometa se podía ver a simple vista y a plena luz del día, por lo que van al observatorio, donde confirman sus teorías: el cometa chocará contra Springfield y la destruirá.
El profesor Frink, unos días más tarde, propone un plan para acabar con el cometa: disparar un misil para destruirlo. Todos se aferran a esa esperanza, pero cuando se dispara el misil, este se desvía, impactando en el puente de Springfield, bloqueando cualquier vía de escape. Los medios de comunicación comunican al pueblo que sólo les quedan seis horas de vida.
Como su familia estaba muy preocupada con la llegada del cometa, Homer decide llevarlos al refugio al encierro antiaéreo que tenía Flanders. Ned los recibe amistosamente, ya que había preparado el búnker para las dos familias. Una hora antes de que Springfield sea destruido, toda la ciudad va a pedir sitio en el refugio. Cuando todos están adentro, Homer descubre que no se puede cerrar la puerta; por lo tanto, alguien debía salir. Para decidir quién sería el desafortunado, todos hacen una lista de lo que necesitaría el "mundo del futuro". Después de discutir mucho, Homer asegura que ya no necesitarían tiendas para zurdos -el trabajo de Flanders-, así Ned abandona el refugio.
Mientras todos tratan de pasar el tiempo, Homer se empieza a sentir culpable y decide salir para impedir que Flanders muera solo. Todos siguen el ejemplo de Homer y esperan ser destruidos por el cometa, pero este comienza a deshacerse al entrar en la atmósfera por la capa extra de contaminación. Lo único que hacen los restos del cometa es destruir el globo de Skinner y destrozar el refugio de Ned, ante la sorpresa de todos.
Finalmente, el pueblo entero decide destruir el observatorio, al que culpan del incidente. Bart y Lisa se asustan, ya que notan que la contaminación atmosférica había reducido el cometa, tal como Homer predijo. Este abraza a sus hijos, aterrado al tener la razón.